# Sommet du G7 de 2020
Pour un article plus général, voir Groupe des sept.
Le sommet du G7 de 2020  aurait dû se dérouler du 10 au 12 juin à Miami, au golf du président des États-Unis (Trump National Doral Miami (en)),, mais confronté à des critiques, le président Donald Trump avait décidé ensuite de le relocaliser à Camp David. 
Le 19 mars 2020, en raison de la pandémie de maladie à coronavirus, Donald Trump avait décidé de remplacer la rencontre par une visioconférence.
Toutefois, le 30 mai 2020, il avait proposé qu'une partie du sommet se tînt à la Maison-Blanche ; mais la chancelière allemande Angela Merkel avait refusé de s'y rendre, toujours pour des raisons sanitaires.
Le président Donald Trump avait alors décidé de reporter le sommet au second semestre. Accaparé par la campagne électorale pour sa réélection, il avait précisé que ce sommet se tiendrait dans une « atmosphère plus calme » après le scrutin du 3 novembre. Mais finalement, il n'aura jamais lieu.
À partir du mois de janvier 2021, le Royaume-Uni assure la présidence tournante du G7.

## Définition
Le sommet du G7 est un forum qui joue un rôle important dans la formulation de réponses mondiales aux défis planétaires, en complément de la coordination économique assurée par le G20. Il réunit les dirigeants du Canada, de la France, de l'Allemagne, de l'Italie, du Japon, du Royaume-Uni, des États-Unis et de l'Union européenne.

## Participants
Les dirigeants du Canada, de la France, de l'Allemagne, de l'Italie, du Japon, du Royaume-Uni, des États-Unis et de l'Union européenne devaient être présents.
Donald Trump avait indiqué à la fin du sommet de 2019 qu'il comptait inviter le président russe Vladimir Poutine, dont le pays a été exclu du G8.
Fin mai 2020, Donald Trump avait indiqué qu'il voulait inviter l'Inde, l'Australie, la Corée du Sud et la Russie.

## Thèmes
En octobre 2019, Washington avait fait savoir que la question du réchauffement climatique ne serait pas abordée au sommet du G7.